# Distretto di Yanque
Il distretto di Yanque è uno dei venti distretti della provincia di Caylloma, in Perù. Si trova nella regione di Arequipa e si estende su una superficie di 1.108,58 chilometri quadrati.

Ha per capitale la città di Yanque e contava 2.479 abitanti al censimento 2005.